# Nersac
Nersac é uma comuna francesa na região administrativa da Nova Aquitânia, no departamento de Charente. Estende-se por uma área de 9,24 km². Em 2010 a comuna tinha 2 436 habitantes (densidade: 263,6 hab./km²).